# Gustavo Pinto
Gustavo Hernán Pinto (Ciudadela, Buenos Aires, 29 de mayo de 1979), apodado Chavo, es un exfutbolista y entrenador argentino. Actualmente dirige a Argentino de Quilmes de la Primera B. 
Jugaba de volante central y su último equipo fue el Club Atlético Los Andes. 

## Trayectoria

### Boca Juniors
Pinto llegó a los 9 años a Boca Juniors, donde inició su carrera juvenil, en la cual se destacó la gira internacional con el equipo sub-20 en la cual vencieron al Barcelona FC y al Real Madrid, en España. Su debut profesional fue el 9 de febrero de 2000, en un amistoso de verano contra el clásico rival de la institución: el Club Atlético River Plate que terminó con una victoria por 2 a 1. 
El 9 de mayo de ese mismo año, el Chavo disputó su primer partido oficial para Boca Juniors, jugando como titular por el torneo local Clausura 2000 contra el Club Atlético Rosario Central. Mientras el plantel titular disputaba la Copa Libertadores 2000, resultando campeón del certamen, Pinto fue parte de la formación alternativa que compitió por el torneo argentino, alcanzando la 7ª posición en la tabla de puntos. Al final de la competencia, el club confirmó su continuidad con el primer contrato profesional. En el siguiente semestre, el primer plantel de Boca Juniors se abocó al torneo Apertura 2000, logrando campeonar. Gustavo Pinto solo jugó un partido de dicha competencia, aunque sí participó de varios juegos de la Copa Mercosur 2000, en la cual Boca quedó eliminado en cuartos de final contra el Atlético Mineiro. 
En 2001, Pinto logró mayor continuidad en el primer equipo, disputando en simultáneo varios partidos por el torneo Clausura 2001 y la Copa Libertadores 2001, en la cual Boca Juniors logró el bicampeonato al vencer al Cruz Azul de México. Luego de participar regularmente durante el torneo Apertura 2001, el Chavo ingresó al campo de juego de Yokohama para disputar el partido por la Copa Intercontinental 2001 contra el Bayern Munich, debido a la lesión del lateral derecho Jorge Daniel Martínez. 
A comienzos de 2002, con la renuncia del éxitos entrenador multicampeón Carlos Bianchi, el plantel de Boca Juniors quedó a cargo de Óscar Washington Tabárez, quien le dio continuidad en los partidos del torneo Clausura de ese año, y poco rodaje en la Copa Libertadores 2002, en la cual finalmente el equipo quedaría eliminado contra el Olimpia de Paraguay en cuartos de final. En el siguiente semestre, el Chavo Pinto apenas jugó tres partidos del Apertura 2002, luego del cual la dirigencia negoció su préstamo al Shandong de China, al cual partió a fin de año.
La primera experiencia en un club extranjero fue breve, ya que el club Shandong estaba interesado en un volante creativo y no en uno de contención, a lo cual se sumó la noticia del regreso de Carlos Bianchi al banco de Boca Juniors. Pinto decidió retornar muy rápidamente a la Argentina en febrero de 2003, y su vuelta al club xeneize coincidió con la lesión de Raúl Cascini, volante central titular en aquel momento, ante lo cual el Chavo logró una buena continuidad tanto en el torneo Clausura 2003 como en la Copa Libertadores 2003, en la cual si bien no disputó la final contra el Santos, fue parte del plantel campeón.

### Carrera internacional
Su buen rendimiento en el primer semestre del año, le permitió a Gustavo Pinto mostrarse a nivel internacional, consiguiendo la transferencia al Torpedo-Metallurg, poco después rebautizado como Football Club Moscú. El Chavo se desempeñó en el fútbol ruso hasta 2004, cuando fue vendido al Emelec de Ecuador, donde jugó hasta fines de 2005. 

### Regreso al fútbol argentino
A comienzos de 2006, Pinto regresó a su país natal, para disputal el torneo Clausura de ese año con el club Olimpo de Bahía Blanca. Durante el segundo semestre, el Chavo jugó para Godoy Cruz de Mendoza, siendo titular en el torneo Apertura 2006, y al siguiente año en el torneo Clausura 2007. Para el Apertura 2007, regresó a Olimpo de Bahía Blanca, donde volvió siguió desempeñándose como jugador titular. En el segundo semestre de 2008, pasó al club Newell's Old Boys de Rosario, donde no disputó ningún partido durante los siguientes dos torneos.
Luego de ser transferido al club Deportivo Morón, el Chavo Pinto terminó su carrera profesional desempeñándose para el club Los Andes de Lomas de Zamora.

## Clubes

### Como jugador
| Club            | País      | Año       |
| --------------- | --------- | --------- |
| Boca Juniors    | Argentina | 1999-2002 |
| Shandong Luneng | China     | 2003      |
| Boca Juniors    | Argentina | 2003      |
| FC Moscú        | Rusia     | 2003-2005 |
| Emelec          | Ecuador   | 2005-2006 |
| Olimpo          | Argentina | 2006      |
| Godoy Cruz      | Argentina | 2006-2007 |
| Olimpo          | Argentina | 2007-2008 |
| Newell's        | Argentina | 2008-2010 |
| Deportivo Morón | Argentina | 2011      |
| Los Andes       | Argentina | 2011-2013 |

#### Estadísticas como entrenador
| Equipo                    | Div.                 | Torneo               | Estadísticas | Estadísticas | Estadísticas | Estadísticas | Estadísticas | Estadísticas | Estadísticas | Estadísticas | Estadísticas |
| Equipo                    | Div.                 | Torneo               | PJ           | G            | E            | P            | GF           | GC           | DG           | Efectividad  | Puntos       |
| ------------------------- | -------------------- | -------------------- | ------------ | ------------ | ------------ | ------------ | ------------ | ------------ | ------------ | ------------ | ------------ |
| Almirante Brown Argentina | 2.ª                  |                      |              |              |              |              |              |              |              |              |              |
| Almirante Brown Argentina | 2.ª                  | 2023                 | 3            | 1            | 1            | 1            | 1            | 4            | -3           | 44.44%       | 4            |
| Almirante Brown Argentina | Total                | Total                | 3            | 1            | 1            | 1            | 1            | 4            | -3           | 44.44%       | 4            |
| Argentino (Q) Argentina   | 3.ª                  |                      |              |              |              |              |              |              |              |              |              |
| Argentino (Q) Argentina   | 3.ª                  | Apertura 2024        | 21           | 11           | 8            | 2            | 28           | 12           | +16          | 65.08%       | 41           |
| Argentino (Q) Argentina   | 3.ª                  | Copa Argentina 2024  | 1            | 0            | 0            | 1            | 0            | 1            | -1           | 0%           | 0            |
| Argentino (Q) Argentina   | 3.ª                  | Clausura 2024        | 2            | 0            | 2            | 0            | 1            | 1            | 0            | 33.33%       | 2            |
| Argentino (Q) Argentina   | Total                | Total                | 24           | 11           | 10           | 3            | 29           | 14           | +15          | 59.72%       | 43           |
| Total en sus equipos      | Total en sus equipos | Total en sus equipos | 27           | 12           | 11           | 4            | 30           | 18           | +12          | 58.02%       | 47           |

## Palmarés

### Torneos nacionales
| Título           | Club         | País      | Año    |
| ---------------- | ------------ | --------- | ------ |
| Primera División | Boca Juniors | Argentina | A-2000 |

### Torneos internacionales
| Título            | Club         | Sede         | Año  |
| ----------------- | ------------ | ------------ | ---- |
| Copa Libertadores | Boca Juniors | Buenos Aires | 2001 |
| Copa Libertadores | Boca Juniors | São Paulo    | 2003 |